# Zatrephes extensa
Zatrephes extensa är en fjärilsart som beskrevs av M.Gaede 1928. Zatrephes extensa ingår i släktet Zatrephes och familjen björnspinnare. Inga underarter finns listade i Catalogue of Life.